# Ferrari 326 MI

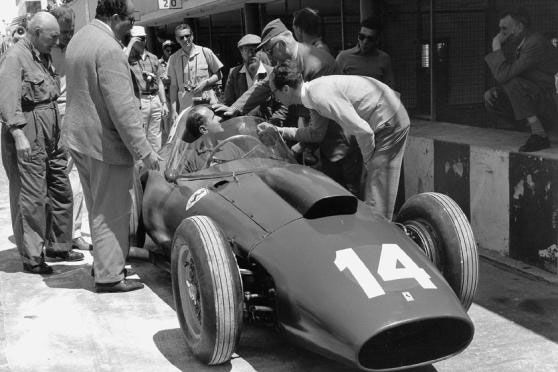
Der Ferrari 326 MI bei den „500 Miglia di Monza“ am 29. Juni 1958

Der Ferrari 326 MI (auch als 296 MI bekannt) war ein einsitziger Rennwagen (Monoposto), der 1958 von der Scuderia Ferrari gebaut wurde. Er war ein Einzelstück und wurde speziell für die zweite Ausgabe der „500 Miglia di Monza“ („500 Meilen von Monza“, offizieller Name „Rennen der zwei Welten“) aufgebaut. Der 326 MI war eines der beiden Modelle, die entwickelt wurden, um in Monza mit amerikanischen Rennwagen konkurrieren zu können.
Die Typenbezeichnung „326“ folgt der damaligen Nomenklatur von Ferrari: die ersten beiden Zahlen beziehen sich auf den gerundeten Gesamthubraum, die letzte Ziffer gibt die Zylinderzahl an. Der Zusatz „MI“ stand für „Monza-Indianapolis“.

## Hintergrund
Das Rennen der zwei Welten war ein kurzlebiges Projekt (nur zwei Austragungen 1957 und 1958), bei dem europäische und amerikanische Renn- und Sportwagen gegeneinander antreten konnten. Im Autodromo Nazionale di Monza bereiteten die Veranstalter auf einem ovalen Kurs spezielle Kurven im Indianapolis-500-Stil vor. Es war das schnellste Rennen zu dieser Zeit mit einer Höchstgeschwindigkeit von 284 km/h, verglichen mit einem Rekord von 235 km/h beim Indianapolis 500 von 1958.
Ferrari setzte für dieses Rennen drei an das Indycar- (damals noch Champ Car)-Reglement angepasste Autos ein, von denen zwei (der 326 MI und der 412 MI) speziell für die 500 Meilen von Monza entwickelt wurden. Basis des 326 Mi war ein modifiziertes 246F1-Chassis mit einem Ferrari-Dino-V6-Motor, dessen Hubraum mit einer geänderten Kurbelwelle (90 mm Hub) auf 3,2 Liter vergrößert wurde. Ein größerer Hub war mit dem Kurbelgehäuse des Dino-Motors nicht möglich. Ferrari entschied sich ebenso wie die amerikanischen Teams für Reifen der Marke Firestone, obwohl er einen Vertrag mit dem belgischen Hersteller Englebert hatte. Die Englebert-Reifen waren aber für eine Hochgeschwindigkeitsstrecke wie in Monza nicht geeignet.

## Technik
Der 326 MI hatte einen vorn längs eingebauten Ferrari-Dino-65°-V6-Motor. Die Bohrung von 87 mm ergab mit 90 mm Hub  einen Gesamthubraum von 3210 cm³. Das Kompressionsverhältnis betrug 9,9:1. Die maximale Leistung des Motors lag bei 330 PS bei 7250/min. Der Motor hatte je Zylinderbank zwei obenliegende Nockenwellen (DOHC), die zwei Ventile pro Zylinder steuerten. Das Gemisch bereiteten drei Weber-Vergaser vom Typ 50 DCN auf. Der Motor hatte Doppelzündung und Trockensumpfschmierung.
Das Stahlrohr-Chassis des 326 MI wurde mit den notwendigen Modifikationen vom Ferrari 246 F1-Rennwagen übernommen; der Aufbau war einsitzig.
Die Vorderräder waren unabhängig an doppelten Querlenkern ungleicher Länge mit Schraubenfedern und hydraulischen Stoßdämpfern aufgehängt. Hinten hatte der Wagen eine De-Dion-Achse mit doppelten Längslenkern, Schraubenfedern und Teleskopstoßdämpfern. Der Ferrari 326 Mi hatte ein Dreiganggetriebe mit Rückwärtsgang und eine Mehrscheibenkupplung. Der Kraftstofftank fasste 166 Liter.

## Rennhistorie
Die 1958er Ausgabe des „Race of Two Worlds“ war in drei Läufe zu je 267 Kilometer unterteilt, wodurch sich die Länge des gesamten Rennens von 500 Meilen (daher der Name 500 Miglia di Monza) oder etwa 804 km ergab.
Der Ferrari 326 MI mit der Startnummer 14 wurde zunächst Luigi Musso als Fahrer zugewiesen. Weil Musso aber Mike Hawthorn im 412 MI (#12) unterstützen musste, wurde Phil Hill als Ersatz für den 326 MI neu eingeteilt. Hills Ferrari war deutlich unterlegen und konnte nicht mit den führenden Fahrzeugen mithalten. Der 326 MI qualifizierte sich auf dem vierzehnten Platz in der Startaufstellung mit einer Durchschnittsgeschwindigkeit von 259,1 km/h.
Im ersten Lauf der Rennens musste Phil Hill nach nur 17 Runden (von 63) wegen Zündungsproblemen aufgeben. Hill unterstützte dann das andere Ferrari-Team mit dem 412 MI und entlastete in den beiden verbleibenden Läufen dessen zwei Fahrer. Dieses Team beendete das Rennen auf dem dritten Rang. Für die Saison 1959 wurde die Veranstaltung „Rennen der zwei Welten“ nicht wieder ausgeschrieben.

## Technische Daten
| Kenngrößen                | Ferrari Dino 326 MI |
| ------------------------- | --- |
| Motor                     | 65°-V6-Ottomotor vorn längs eingebaut, Zylinderköpfe und Motorblock aus Aluminium                                       |
| Hubraum                   | 3210 cm³ |
| Bohrung × Hub             | 87 × 90 mm |
| Verdichtungsverhältnis    | 10 : 1 |
| Leistung bei 1/min        | 330 PS (243 kW) bei 7250/min.                                                                                           |
| Spezifische Leistung      | 103 PS/l (75,75 kW·dm−3)                                                                                                |
| Ventilsteuerung           | Zwei obenliegende Nockenwellen pro Zylinderreihe, zwei Ventile pro Zylinder                                             |
| Gemischaufbereitung       | Drei Weber-Vergaser 50 DCN                                                                                              |
| Zündung                   | Zwei Zündkerzen pro Zylinder, zwei Zündspulen                                                                           |
| Kühlung                   | Wasser |
| Getriebe                  | 3-Gang-Getriebe mit Rückwärtsgang (Hinterradantrieb)                                                                    |
| Bremsen                   | Trommelbremsen an allen Rädern                                                                                          |
| Radaufhängung vorn        | Einzelradaufhängung an zwei verschieden langen Querlenkern, Schraubenfedern, hydraulische Stoßdämpfer, Querstabilisator |
| Radaufhängung hinten      | De-Dion-Achse, vier Längslenker, Schraubenfedern und Teleskopdämpfer                                                    |
| Karosserie und Rahmen     | Aluminiumkarosserie, Stahlrohrrahmen                                                                                    |
| Radstand                  | 2220 mm |
| Spurweite vorn / hinten   | – mm / – mm |
| Reifengröße Vorne         | 6.00 × 16 |
| Reifengröße Hinten        | 8.00 × 16 |
| Maße L × B × H (mm)       | – mm × – mm × – mm |
| Leergewicht (ohne Fahrer) | ca. 580 kg |
| Tankinhalt                | 166 Liter |
| Höchstgeschwindigkeit     | – km/h |
| Leistungsgewicht          | k. A. |